# Алту-Траз-уш-Монтиш
 А́лту-Траз-уж-Мо́нтиш (порт.  Alto Trás-os-Montes; [ˈaɫtu ˌtɾazuʒˈmõtɨʃ]) — экономико-статистический субрегион в Португалии. Входит в состав Северного региона. Включает в себя часть округов Вила-Реал и Браганса.
Территория — 8168 км². Население — 223 259 человек.

## География
Регион граничит:
- на севере — Испания
- на востоке — Испания
- на юге — субрегион Дору
- на западе — субрегионы Тамега, Аве, Каваду

## Муниципалитеты
Субрегион включает в себя 15 муниципалитетов:

### Муниципалитеты округа Браганса
- Алфандега-да-Фе
- Браганса
- Вила-Флор
- Вимиозу
- Виньяйш
- Маседу-де-Кавалейруш
- Миранда-ду-Дору
- Мирандела
- Могадору

### Муниципалитеты округа Вила-Реал
- Ботикаш
- Валпасуш
- Вила-Пока-де-Агиар
- Монталегре
- Мурса
- Шавиш

## Крупнейшие города
- Браганса
- Шавиш
- Мирандела